# ニード・フォー・スピード アンダーカバー
『ニード・フォー・スピード アンダーカバー』(Need for Speed: Undercover)、略称NFSUCは、EA Black Boxが開発し、2008年12月18日にエレクトロニック・アーツが発売したレースゲーム。アメリカでは同年11月18日、ヨーロッパでは同年11月21日に発売された。

## 概要
サーキットレースが主であった前作から再び公道を舞台にレースを行うシステムへ回帰した。ストーリーはハリウッド映画を意識して作られており、ゲーム進度に応じて実写のイベントムービーが挿入される。ヒロインにはハリウッド女優であるマギー・Qが起用され、アメリカのトライシティ・ベイエリアという架空の街を舞台に潜入捜査官として働く主人公の物語が描かれている。

## 制作
エレクトロニック・アーツCEOのJohn Riccitielloは、前作（プロストリート）の出来はまあまあで、今作アンダーカバーではより良い新しい特徴とゲームプレイを持ってくると語った。また、開発が2つのチームに分けられたため、アンダーカバーは前作よりもかなり長い開発サイクルを持つという。
Riccitielloは過去にきつい開発サイクルで開発チームを酷使していたと述べている。
この変更は2007年の真夏に実行され、他のチームがプロストリートの開発を終え次回作を開発する間、もう1チームはアンダーカバーの開発に取り掛かった。次回作のタイトルは明らかにされておらず、24ヶ月の開発の後2009年に公表された。
Riccitielloはアンダーカバーがトランスポーターのようなアクション映画からインスピレーションを得ているとも述べている。

## 登場人物（警察関係者）
主人公
本職は刑事。チェイスにスカウトされ、自動車窃盗団を追う潜入捜査官として2つのレーサーチームに接触することになる。捜査開始の地点で乗っている車は、PS2版、Wii版では車を購入、PS3版、Xbox 360版、PC版では日産 240SX(日本名180SX)に乗っている。
チェイス（マギー・Q）
本名　チェイス・リン　ストリートレーサーチームと自動車窃盗組織の関係を探り、トライシティー・ベイエリアにやって来る。主人公のドライバーとしての腕を見込んで、アンダーカバー（潜入捜査官）としてスカウト。ゲーム中ではアドバイスやミッションを持ちかけてくる。
ケラー警部
本名　ルー・ケラー　オールドタイプな警察官。最後まで主人公の行動を理解し、バックアップする。昔からトライシティー・ベイエリアに勤務している。

## 登場人物（トライシティー・ベイエリア）
ヘクター
本名　ヘクター・マイオ　チェイスの捜査対象のレーサーチームを取り仕切るストリートレーサー。乗る車は、日産・370Z
ザック
本名　ザック・マイオ　兄　ヘクターのレーサーチームの一員。最初は主人公に闘争心を抱くが、途中から尊敬のまなざしで見るようになる。使用マシンは、フォルクスワーゲン・シロッコ
カルメン
本名　カルメン・メンデス　ヘクターの幼馴染で、よくヘクターのチームとつるんでいる（チームに所属していないフリーのレーサー）。幼いころから車が好きで、チューニングも自分でやるほど。フォードがお気に入りで好きな車はマスタング。乗る車もマスタングである（初代）。

## 登場人物（トライシティー郊外）
G・マック
本名　グレゴリー・マクドナルド　元警察官。昔からコネを巧みに利用しているため、警察も彼に手が出せない状態が続いており、ローカルなドライバー達から恐れられている。乗る車は、ランボルギーニ・ガヤルド
ニッケル
本名　フレディー・ロジャーズ　元ボクサー。過去に刑務所に服役していたことがある。ニッケルというあだ名は服役中につけられた。主人公に激しい敵対心を抱いている。乗る車は、ダッジ・バイパー
ローズ
ニッケルとよく一緒にいる女性レーサー。主人公のことを「坊や」と呼んでいる。曲がったことが嫌いで怒ると怖い。G・マック達と出会う前に、匿名を偽って危険な依頼を提供してくる。乗る車は、ポルシェ・911GT2
チャウ・ウー
中国系犯罪組織のリーダー。残忍冷徹で、目的のためには手段を選ばない。チェイスが狙っている証拠を手に入れようとしている。手下達が乗っている車は、黒のレクサス・IS F。主人公に妨害してくる。部下とは中国語で会話している。

## 違反
主人公がスピード違反や警察車両及び一般車と接触事故を起こしたり、街にある看板や建物を破壊すると、警察に指名手配され追跡されることになる。主人公の車が警察から見えなくなると徐々にヒートレベルが下がり、一定時間撒くと追跡が解除される。

## EA TRAX
1. Airbourne - Girls In Black
2. Amon Tobin - Mighty Micro People
3. APM - Avenger
4. APM - High Velocity
5. APM - Rattler
6. APM - Spook Zoid
7. Asian Dub Foundation - Burning Fence (Instrumental)
8. Bonobo - Scuba (Amon Tobin Remix)
9. Circlesquare - Fight Sounds Part 1
10. Floor Thirteen - Blame It On Me
11. From First To Last - I Once Was Lost_ But Now Am Profound
12. Hybrid - The Formula Of Fear (Matrix Dub)
13. Innerpartysystem - This Empty Love (Instrumental)
14. Justice - Genesis
15. Ladytron - Ghosts
16. Mindless Self Indulgence - Never Wanted To Dance (Electro Hurtz Mix)
17. Nine Inch Nails - The Mark Has Been Made
18. Nine Inch Nails - The Warning (Stefan Goodchild feat. Doudou N'Diaye Rose Remix)
19. Ojos De Brujo - Piedras vs. Tanques
20. Pendulum - 9000 Miles
21. Pendulum - Granite
22. Pendulum - The Tempest
23. Puscifer - Indigo Children (JLE Dub Mix)
24. Puscifer - Momma Sed (Tandimonium Mix)
25. Qba Libre & M1 - God Damn
26. Recoil - Shunt (Part 1)
27. Recoil - Shunt (Part 2)
28. Recoil - Vertigen
29. Recoil - Want
30. Supergrass - Bad Blood
31. The Fashion - Like Knives
32. The Pinker Tones - Electrotumbao
33. The Prodigy - First Warning
34. The Qemists - Stompbox (Spor Remix)
35. The Whip - Fire
36. Tricky - Coalition
37. Tyga - Diamond Life
38. Underworld - Glam Bucket
39. Underworld - To Heal
40. Paul Haslinger - The Miami Drift
41. Paul Haslinger - By Any Means
42. Paul Haslinger - Slow Burn
43. Paul Haslinger - The Setup
44. Paul Haslinger - Torsion Field
45. Paul Haslinger - The Streets Of Gold
46. Paul Haslinger - Buying Time
47. Paul Haslinger - Buying Time (Extended)
48. Paul Haslinger - A Winner's Game

## PlayStation 2版（Wii版）
PS2版（Wii版）では以下のような相違がある。
- マップ構成が他機種版と違う (2005年に発売されたニード・フォー・スピード モスト・ウォンテッドのマップが使い回されており、少々違いも見られる) 。
- 登場車両が少ない (一部の車両はPS2版（Wii版）専用) 。
- ストーリー内容は同じだが、簡略化されている。

また、今作がPS2版最後のニード・フォー・スピードとなる。

## バグ
PS2（Wii）版の「ハイウェイバトル」や「アウトラン」では、ライバルのAIを抜いてある程度の差が開く（K.O.距離直前）と、プレイヤーに出せない異常なスピードで追い上げてくる。そのため全体的に難易度がかなり高くなる。2025年1月現在ではこの問題の対策はとられていない。